# C.F. Foth & Co.

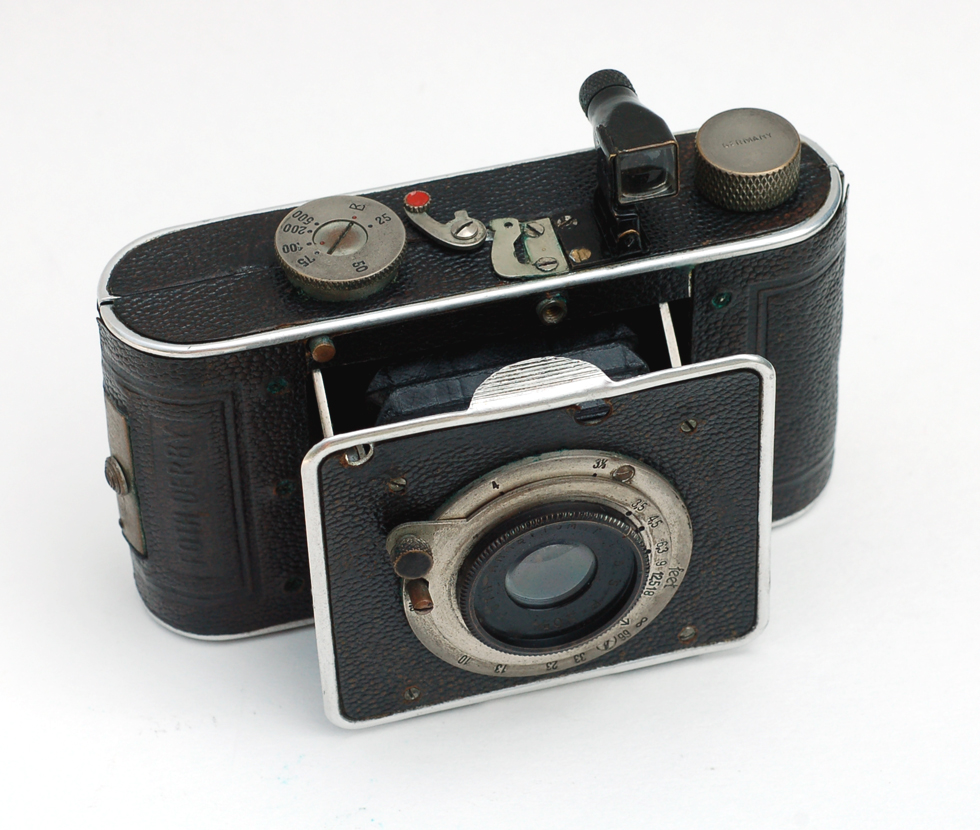
Foth Derby, 1931

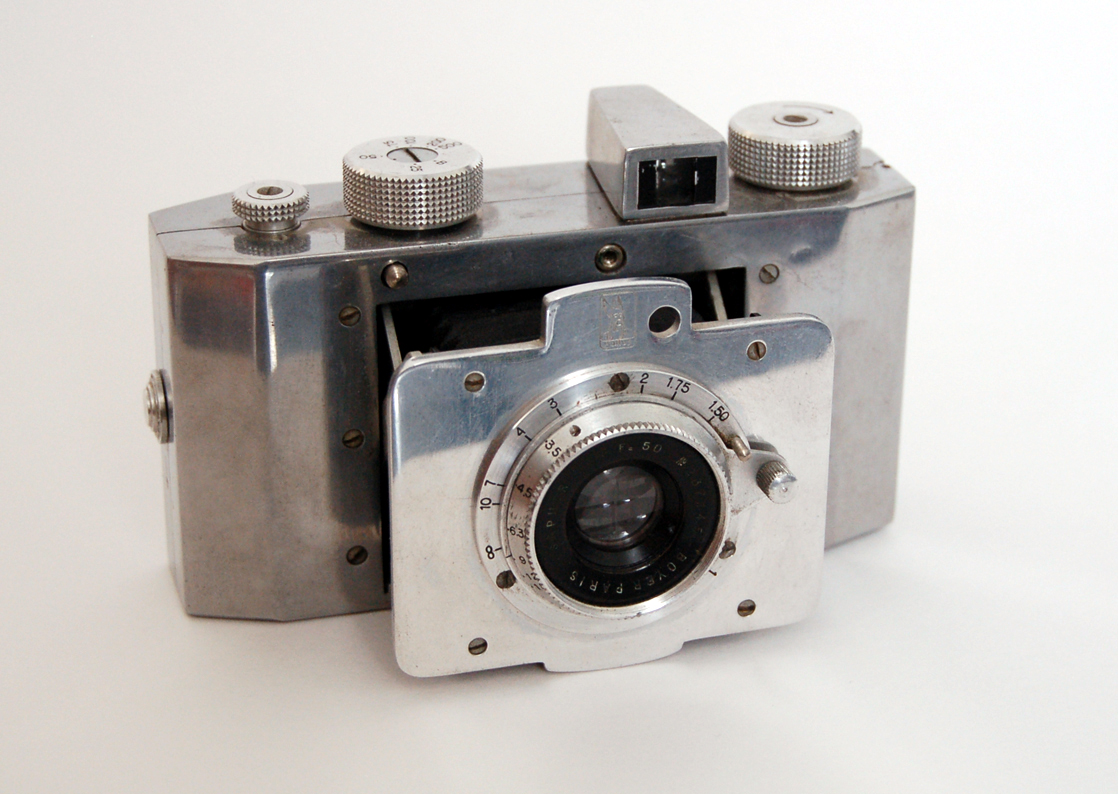
Gallus Derby-Lux, französischer Nachbau der Foth Derby mit Aluminiumgehäuse (Usines Gallus, Courbevoie; um 1945)

Die C. F. Foth & Co. Optisch-Mechanische Anstalt wurde um 1924 von Carl Friedrich Foth gegründet und war ein bekannter Hersteller von Fotoapparaten und Ferngläsern. Nach Betriebsverlegungen mit verschiedenen Standorten in Danzig (heute Gdańsk), Berlin sowie als C. F. Foth & Cie im schweizerischen Biel verliert sich ihre Spur um 1940.

## Geschichte
Carl Friedrich Foth eröffnete im Jahr 1924 in Danzig in der ehemaligen Gewehrfabrik Danzig, Weidengasse 35/38 die Optisch-mechanische Anstalt, Schleiferei für Präzisionsoptik, Mechanische Werkstätten. In dieser Werkstatt produzierte er Ferngläser, Mikroskope, Radios und Kopfhörer. In den Telefonbüchern von 1924–1926 ist er auch als „Hersteller Carl Foth, Röpergasse 22b in Danzig“ aufgeführt. Eine Annonce aus dem Jahr 1926 weist die Produktion von Radios, Kopfhörern und Ferngläsern in Danzig und Berlin nach. Ab 1926 ist C. F. Foth & Co in der Knesebeckstraße 111–112 (1926) sowie im Kottbusser Damm 25–26 (1926–1928) in Berlin-Neukölln nachweisbar wo man erstmals als GmbH firmierte. Zwischen 1928 und 1932 lautet die Adresse Gradestraße 91–107 in Berlin-Britz
Ab ca. 1930 wurden Foth Kameras von verschiedenen Distributoren weltweit vertrieben. Von 1929 bis 1933 meldete Carl Foth insgesamt sieben Entwicklungen in der Kameratechnik zum Patent an. Unter anderem wurden am 24. April und am 2. Dezember 1931 Patente für Selbstauslöser erteilt. Zwischen 1930 und 1932 wurde geplant den Betrieb als C. F. Foth & Cie nach Biel im Schweizer Kanton Bern zu verlegt. Mit der Stadt wurde hierzu eine Übereinkunft getroffen. Von einer tatsächlichen Verlegung berichten die Chroniken der Stadt Biel letztendlich aber nicht. Stattdessen ist der Betrieb ab 1932 in Berlin-Buchholz, Pankstraße 1–3 gemeldet. Ab ca. 1940 verliert sich die Spur des Unternehmens zeitgleich mit der Umstellung auf Kriegswirtschaft durch das NS-Regime. Hiervon waren auch andere Kamerahersteller wie beispielsweise Zeiss Ikon betroffen, die nur noch einzelne sogenannte Kriegs-Sonderserien produzieren konnten. Im Zweiten Weltkrieg wurde die Foth Derby Typ 5 vom französischen Hersteller Gallus nachgebaut und als Gallus Derby-Lux sowie von 1947 bis 1952 unter Derlux vertrieben.
Noch heute sind Kameras und Ferngläser weltweit in Privatsammlungen und Museen wie beispielsweise dem Deutschen Kammeramusuem zu finden.

## Produkte
Foth Kameras waren relativ preisgünstig und wurden von 1926 bis etwa 1940 in Europa den Vereinigten Staaten sowie Australien und Japan verkauft. Bekannte Distributoren waren dabei Peeling & Van Neck Ltd. (London), Fotet Camera & Co. (London), A. Maillard (Paris). Burleigh Brooks Inc. (New York), Nichizui Bōeki K.K (Tokio), Asanuma Shōkai (Tokio).
- Foth Plattenkamera 6,5 × 9 cm
- Foth Mixte, Balgen-Laufboden-Klappkamera für Platten und Rollfilme 6,5 × 9 cm mit Foth Anastigmat f/4.5 (1933–1937)[20]
- Foth Special, Balgen-Laufboden-Klappkamera 6,0 × 9 cm (1935)[21]
- Foth Spring, Balgen-Laufboden-Klappkamera 6,0 × 9 cm (1933–36)[20][21]
- Foth Tropical Model (1930–35)
- Foth Flex (Typen I und II) LTR Zweilinsen Spiegelreflexkamera 6 × 6 cm (ab 1930)[22]
- Foth Derby (Typ I): Kompakte 127 mm Rollfilmkamera mit Balgenobjektiv (ab 1930)[23]
- Foth Derby (Typen II–V): Kompakte 127 mm Rollfilmkamera mit Balgenobjektiv und Selbstauslöser (1932–1939)[23][17]
- Foth Derby Delux 127 mm[24]
- Foth Tubus Kamera (ab 1930)
- Foth Stereo

Für seine Kameras stellte Foth unter der Bezeichnung Foth Anastigmat eigene Objektive (f 4.5, 3.5 und 2.5) der Brennweiten 50 mm, 75 mm und 105 mm her. Daneben produzierte man auch Ferngläser, Operngläser, Vergrößerungsgeräte. Mikroskope sowie in den Anfangsjahren Elektronik wie Kopfhörer und Rundfunkgeräte.